# Willy Böckl
Willy Böckl (né le 27 janvier 1893 à Klagenfurt et mort le 22 avril 1975 à Klagenfurt), est un patineur artistique autrichien. Il est médaillé d'argent olympique aux Jeux olympiques d'hiver de 1924 et aux Jeux olympiques d'hiver de 1928.

## Palmarès
| Compétition             | 1913 | 1914 | 1920 | 1922 | 1923 | 1924 | 1925 | 1926 | 1927 | 1928 |
| Jeux olympiques         |      |      |      |      |      | 2e   |      |      |      | 2e   |
| Championnats du monde   | 2e   | 3e   |      | 3e   | 2e   | 2e   | 1er  | 1er  | 1er  | 1er  |
| Championnats d'Europe   | 3e   | 3e   |      | 1er  | 1er  |      | 1er  | 1er  | 1er  | 1er  |
| Championnats d'Autriche | 1er  | 1er  | 1er  |      |      | 1er  | 2e   |      |      |      |
| Légende : F = Forfait   |      |      |      |      |      |      |      |      |      |      |